# Зараєць-Потоцький
Зараєць-Потоцький (пол. Zarajec Potocki) — село в Польщі, у гміні Поток-Великий Янівського повіту Люблінського воєводства.
Населення — 185 осіб (2011).
У 1975-1998 роках село належало до Тарнобжезького воєводства.

## Демографія
Демографічна структура станом на 31 березня 2011 року:
|          | Загалом | Допрацездатний вік | Працездатний вік | Постпрацездатний вік |
| -------- | ------- | ------------------ | ---------------- | -------------------- |
| Чоловіки | 97      | 17                 | 68               | 12                   |
| Жінки    | 88      | 18                 | 48               | 22                   |
| Разом    | 185     | 35                 | 116              | 34                   |